# 顧成
顧成（1330年—1414年），字景韶，河南行省揚州路江都縣（今江蘇省揚州市）人，祖籍湘潭。明朝政治人物，鎮遠侯。

## 生平
顧成自小臂力過人，且善於文學。朱元璋渡江后，顧成來歸，并被任為帳前親兵。之後跟從朱元璋出征，當時舟擱淺入沙地，顧成背著船而出。之後與數十人跟從攻打鎮江時候被捉，唯獨顧成躍起斷縛，奪刀逃跑。后帶領眾人攻下城池，授百戶。之後歷經數戰，晋升為堅城衛指揮僉事。后跟隨攻打四川，進入漢州。改為成都後衛。洪武六年，擒重慶妖賊王元保。洪武八年，調防貴州，平定叛亂。隨後跟從傅友德征雲南，任前鋒，攻克普定后留守，后恰逢蠻族進攻，顧成出城后手剎數百人，后大敗蠻族。之後晋升指揮使。洪武十七年，平定阿黑、螺螄等山寨，后晋升貴州都指揮同知。洪武二十九年，升任右軍都督僉事，佩征南將軍印。當時恰逢何福討水西蠻，顧成斬殺其酋長居宗必登。次年，西堡、滄浪諸寨蠻亂，顧成派遣指揮陸秉與其子顧統分兵討伐平定。同年二月，被召還南京。
建文年間，其擔任左軍都督，跟隨耿炳文抵抗燕王朱棣部隊，在真定之戰中被逮。燕王朱棣親自解開其縛說：“此天以爾授我也！”於是送往北平，輔助世子居守。當時中央軍進行圍城，而城內的防禦與調度均由顧成負責。朱棣即位為明成祖后，論功行賞，封其為鎮遠侯，食祿千五百石，予世券，命鎮守貴州。永樂六年，召入京師，賜金帛遣還。思州宣慰使田琛與思南宣慰使田宗鼎互相構釁，朱棣下詔命顧成率領五萬部隊平定，田琛等人被逮捕，隨後設立貴州布政司。明成祖北伐時，命顧成輔助太子監國。顧成答謝道：“太子任明，廷臣皆賢，輔導之事非愚臣所及，請歸備蠻。”當時朝廷中有人議論謀劃奪嫡之事，太子不安。顧成在文華殿中對答道：“殿下只要竭誠孝敬，體恤民生。再大的事情由皇帝決定，這些小人不足以構詞措意。”永樂十二年去世，贈夏國公，謚武毅。

## 家庭
顾成元配彭氏，追封夏国夫人，继室穆氏、李氏。有八子，分別為顧統、顧勤、顧貴、顧銑、顧銓、顧銳、顧勇、顧亮、顧源(九子??? )。顧統、顾铣、顾铨、顾锐因顾成投燕而被建文帝处决，顧統子顧興祖继承顾成的爵位，顾统被追封为镇远侯。此后爵位依次传到顧淳、顧溥、顧仕隆、顧寰、顾承光、顾大理、顧肇跡，直至明亡。